# Oleria maerenda
Oleria maerenda är en fjärilsart som beskrevs av Richard Haensch 1903. Oleria maerenda ingår i släktet Oleria och familjen praktfjärilar. Inga underarter finns listade i Catalogue of Life.